# 114025 Krzesinski
114025 Krzesinski è un asteroide della fascia principale. Scoperto nel 2002, presenta un'orbita caratterizzata da un semiasse maggiore pari a 2,5808191 UA e da un'eccentricità di 0,0805631, inclinata di 7,59830° rispetto all'eclittica.